# Simon Guglielmi
Simon Guglielmi (født 1. juli 1997 i Chambéry) er en cykelrytter fra Frankrig, der er på kontrakt hos Arkéa-B&B Hotels.